# امین اوگورمن
امین اوگورمن (انگلیسی: Áine O'Gorman؛ زادهٔ ۱۳ مهٔ ۱۹۸۹) بازیکن فوتبال اهل جمهوری ایرلند است.
از باشگاه‌هایی که در آن بازی کرده‌است می‌توان به اشاره کرد.
وی همچنین در تیم ملی فوتبال زنان جمهوری ایرلند بازی کرده‌است.